# István Bilek
István Bilek   (Budapest, 11 d'agost de 1932 - Budapest, 20 de març de 2010) va ser un gran mestre d'escacs hongarès. Va ser tres cops campió d'escacs hongarès.

## Resultats destacats en competició
Bilek va ser tres vegades campió d'Hongria (1963, 1965 i 1970) i va participar en dos interzonals el 1962 i el 1964. Els seus tornejos més reeixits van ser Balatonfüred (1960), Salgótarján (1967) i Debrecen (1970). Va quedar en primer lloc en tots tres.
Bilek va jugar representant l'equip hongarès en nou Olimpíades d'escacs (1958 a 1974), guanyant tres medalles individuals: plata al quart tauler a la de 1962, bronze al tercer tauler a la de 1966 i plata al segon tauler a la de 1972.
Bilek va rebre el títol de Mestre Internacional el 1958 i el títol de GM el 1962.